# Leerrechten
Leerrechten zijn bonnen voor het betalen van de studiekosten van hoger onderwijs. 
In Nederland werd een dergelijk systeem in mei 2006 door de Tweede Kamer aanvaard op voorstel van toenmalig staatssecretaris Mark Rutte. Minister Loek Hermans had al in 1999 een experiment met een vouchersysteem voorgesteld in het ontwerpplan HOOP2000 (=Hoger Onderwijs en Onderzoek Plan). De plannen voor dit systeem werden op 13 februari 2009 ingetrokken.